# John Netherland Heiskell
John Netherland Heiskell (Rogersville, 1872. november 2. – Little Rock, 1972. december 28.) az Amerikai Egyesült Államok szenátora (Arkansas, 1913).